# دانشگاه پکوان
دانشگاه پکوان (به لاتین: Pakuan University) یک دانشگاه در اندونزی است که در بوگور واقع شده‌است.